# Alita l'angelo della battaglia
Alita l'angelo della battaglia (銃夢?, Ganmu, "Gunnm") è un manga scritto e illustrato da Yukito Kishiro nel 1990. Il titolo originale è stato cambiato in Battle Angel Alita nell'edizione statunitense dalla Viz Communications per una semplice motivazione estetica e di pronuncia: Gunnm risultava infatti avere un suono troppo duro, che non si adattava alla bella cyborg, la protagonista del manga. Similmente nell'edizione italiana il manga è stato intitolato Alita l'angelo della battaglia, trasformando il nome della protagonista da Gally in Alita.
Nel 1993 ne è stato tratto un OAV in due episodi.
La serie manga, conclusa nel 1995, ha avuto seguito in Alita Last Order, apparso nel 2001 e ripreso dal 2011 sino al 2014, e Alita: Mars Chronicle, iniziato nel 2014 e tuttora in corso di pubblicazione.

## Origine del nome
Il nome "Gunnm" è la contrazione di "Gun's Dream", "il sogno di un'arma". Nel progetto iniziale Alita era un agente con armi da fuoco. Nella storia si sono lasciati degli indizi a proposito.
Il nome "Alita" sembra provenire dal film sovietico Aėlita di Jakov Protazanov (1924).

## Trama

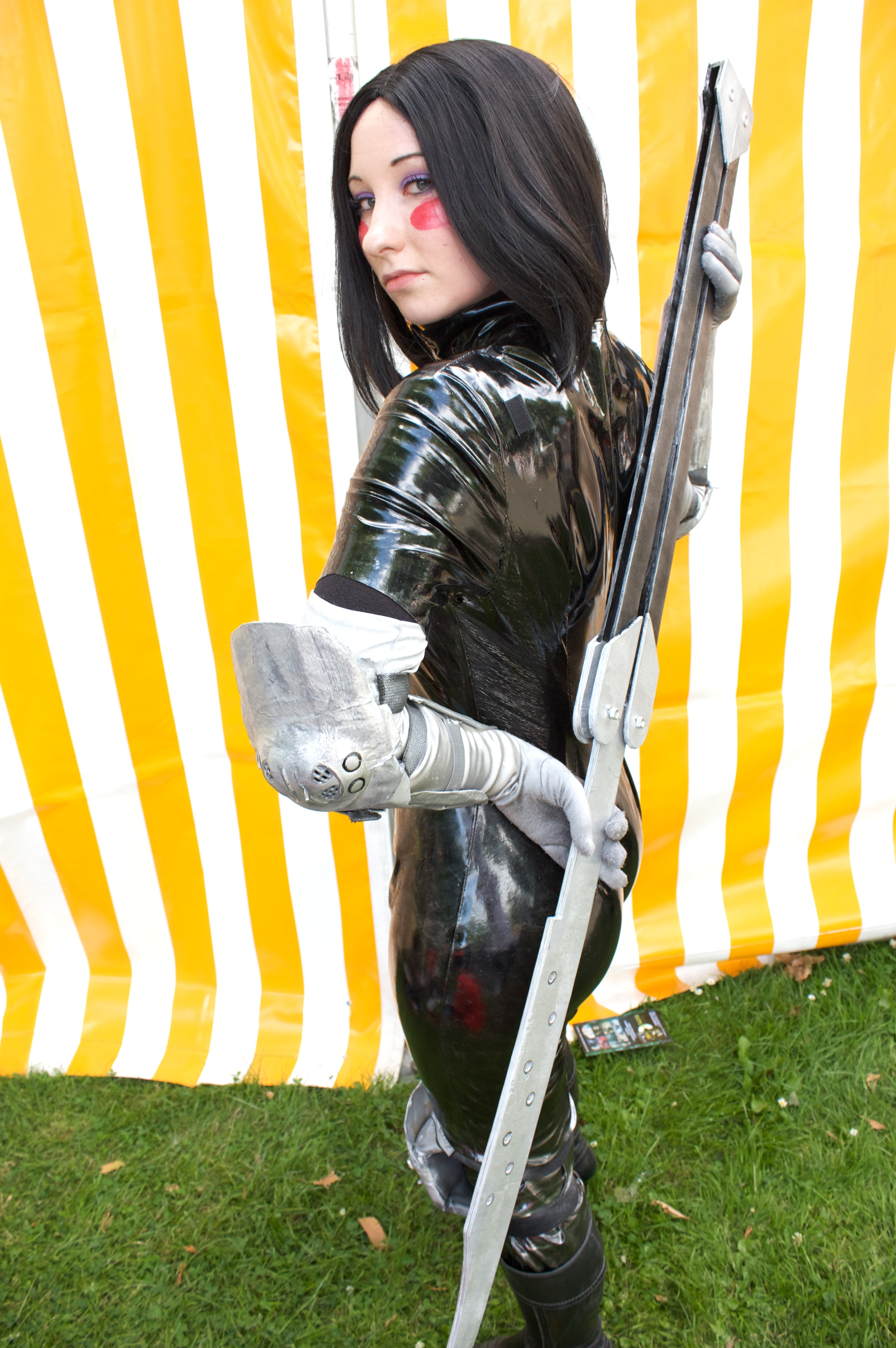
Cosplayer di Alita all'AnimagiC 2009

Alita è una giovane ragazza cyborg (il cui cervello è stato installato all'interno di un corpo robotico) priva di memoria.
Le vicende si svolgono nella "Città Discarica", una gigantesca metropoli sovrastata da Salem, la favolosa città sospesa tra le nubi e a forma di imbuto che scarica sotto di sé i rifiuti.
In questa discarica un cyberdottore, Daisuke Ido, ritrova la protagonista tra i rifiuti (scena probabilmente ispirata dall'inizio del film Hardware - Metallo letale di Richard Stanley); il suo corpo ha subito gravissimi danni strutturali, mentre il suo cervello, sebbene in stato di "stasi", è ancora intatto. Il cyberdottore decide allora di ripararla, donarle un nuovo corpo ed un nuovo nome provvisorio: Alita, in quanto ella solo successivamente rammenterà di chiamarsi Yoko.
Da queste premesse si dipana la storia di Alita, tra accenni al passato, digressioni filosofiche sull'umanità e sul valore della stessa, lotte all'ultimo sangue nelle quali Alita fa uso della più potente arte marziale mai concepita dall'essere umano, il Panzer Kunst, disciplina sviluppata sulle colonie del pianeta Marte dal gran maestro Tiga Zauer; di fatto, il Panzer Kunst è l'elemento che permette alla giovane Alita di rammentare la sua vita prima del suo ritrovamento alla discarica, e che le permetterà di superare gli scontri più cruenti. Alita affronta un lungo percorso di maturazione mentale e psicologica che la condurrà a darsi importanti risposte sulla propria vita, sul significato e l'origine di Salem, la città sospesa, e sui misteri cui essa è legata; gli avvenimenti, interrotti bruscamente nella prima serie (della quale, ai fini di mantenere una continuità di trama non va considerato l'ultimo albo della prima serie italiana Alita l'angelo della battaglia edito da Planet Manga nel periodo che va dal febbraio 1997 al luglio 1998; la serie Alita collection, ristampata successivamente risulta invece priva delle tavole dell'ultimo numero della precedente edizione), proseguono nella seconda serie Alita Last Order, conclusa nel 2014, e poi in Alita: Mars Chronicle, (prequel della prima serie e in parte anche sequel della seconda serie) iniziata nel 2014.
La prima serie è incentrata sui primi approcci che la giovane Alita ha con la città discarica ed i personaggi che la popolano; affronta le prime battaglie sconfiggendo il terribile cyber-criminale Makaku e tocca con mano le gioie ed i dolori della vita quando si innamora del giovane fuorilegge Yugo. Questi, però, scoperto dalle forze dell'ordine della città discarica il traffico illegale di colonne vertebrali che gestiva, viene ferito gravemente e, quando si riprenderà, l'abnorme ossessione per la città sospesa, Salem, lo porterà ad una prematura e tragica fine che sconvolge Alita. Perso l'amore ed ogni ragione di vita Alita si getta anima e corpo sul Motorball, uno sport estremamente violento e spettacolare nel quale cyborg dotati di pattini motorizzati vagamente somiglianti a grossi rollerblade si contendono il possesso di una sfera da condurre a fine tracciato, allo scopo di vincere la gara. La carriera della giovane Alita fa rapidi progressi, tanto che ella giungerà a sfidare il campione della prima divisione di Motorball, l'imperatore Jashugan.
Nel violentissimo scontro Alita viene gravemente ferita, e lo stesso Jashugan perisce, lasciando però una traccia indelebile di sé nei ricordi di Alita. Conclusa la carriera nel Motorball Alita affronta nuovi e più terribili nemici, quali il folle cacciatore di taglie Zapan e Desty Nova. La serie si conclude proprio con la "morte" di Alita per mano di Desty Nova, in un attentato dinamitardo orchestrato dall'acerrimo nemico, non un cattivo sui generis ma un vero scienziato pazzo, ossessionato dalla dottrina del karma, abile manipolatore di avanzatissimi strumenti nanotecnologici e creatore dei peggiori mostri contro cui deve combattere Alita. Peraltro Nova è l'oggetto di un'affannosa ricerca da parte del governo di Salem il quale recluta Alita come sua prima "agente sintonizzata" con lo scopo di catturarlo. Oltre alla storia in sé stessa è di grande spessore anche il background creato dallo scrittore, il quale si diletta a usare scienza, tecnologie e idee ben note come l'ascensore spaziale o le nanotecnologie.
Nella creazione di questo complesso affresco fantascientifico, Kishiro ha costituito una precisa griglia cronologica in cui collocare la successione degli eventi. La prima serie è ambientata nel corso di un imprecisato ventiseiesimo secolo. Nel seguito, Alita Last Order, Kishiro introduce il calendario Sputnik, diretto omaggio allo Sputnik 1 il primo satellite artificiale mandato in orbita intorno alla Terra, che prende avvio dal 1957 d.C. La serie Alita l'angelo della battaglia inizia nell'anno 577 del calendario Sputnik (2533 d.C.) e termina nel 590 (2546 d.C.); Alita Last Order è ambientata principalmente nel 591 (2547 d.C.) mentre Alita: Mars Chronicle è collocata in un arco di tempo che oscilla tra il 370 (2326 d.C.) e il 594 (2550 d.C.).

### Finale originale della prima serie
Alita sogna l'ultimo giorno di Yoko, ovvero la sua identità precedente, secoli prima ella risulta essere stata una terrorista spietata e con una personalità decisamente differente da quella di Alita. Durante un attacco alla Terra, Yoko viene danneggiata e scagliata verso il suolo terrestre.
Alita si risveglia a Salem, dove Desty Nova ha ricostruito il suo cervello e ha realizzato l'Imaginos Body, un corpo artificiale nanotecnologico. Apparentemente, lo scopo di Desty Nova è di lasciarla libera di agire a Salem, secondo la sua dottrina del karma, in quanto persona dotata di libero arbitrio.
Alita salva Lou Collins da una brutale espulsione, Nova rivela il segreto di Salem e infine attacca Melkhizedek, l'intelligenza artificiale del M.I.B. (Medical Investigation Bureau) che governa realmente Salem. Melkhizedek risulta mentalmente instabile e decide di suicidarsi, spezzando il cavo orbitale che sorregge Salem. Dietro istruzioni di Nova, Alita si sacrifica attivando al massimo le capacità di trasformazione dell'Imaginos Body per reintegrare il cavo orbitale, e si trasforma in un immenso costrutto nanotecnologico a forma di albero. Desty Nova impazzisce completamente.
La storia si conclude con un breve epilogo, nel quale Koyomi, diventata giornalista freelance, e Figura Quattro sono alla ricerca di Alita. I due incontrano per puro caso Desty Nova, apparentemente un barbone del tutto demente, e scoprono che nei rari momenti di lucidità ha deciso di rigenerare completamente il corpo biologico di Alita grazie alle nanomacchine. Raggiunto il nascondiglio di Nova, Figura Quattro squarcia il bozzolo nel quale riposa Alita, "resuscitata" da Nova.
Questa parte della storia corrisponde al volume 18 della prima edizione italiana.

## Personaggi principali
- Alita: ragazza cyborg e potentissima guerriera, esperta nell'arte marziale del Panzer Kunst. È la protagonista della storia. Il suo aspetto e il suo comportamento sono quelli di una ragazzina.
- Daisuke Ido: cybermedico originario della città sospesa Salem. È lui a rinvenire Alita tra i rifiuti della Città Discarica, a curarla e a fornirle un potentissimo corpo Berserker da combattimento; ha un rapporto paterno con la protagonista, la quale è a lui molto legata.
- Yugo: il primo amore di Alita. Si tratta un giovane ladruncolo di colonne vertebrali che si aggira per la Città Discarica, e che nutre il sogno di raggiungere Salem.
- Koyomi: figlia ribelle del padrone del Kansas Bar, la sua vita viene ripetutamente salvata da Alita.
- Jashugan: il più forte giocatore di Motorball della storia, nonché massimo esponente dell'arte marziale Maschine Klatsch.
- Desty Nova: uno scienziato pazzo dalle incredibili capacità, che, come Ido, è originario di Salem; è un eccellente conoscitore della nanotecnologia, grazie alla quale dà vita ad incredibili (e discutibili) esperimenti finalizzati ad esplorare la sua "dottrina del karma".
- Lou Collins: operatrice del G.I.B (Ground Investigation Bureau - Ufficio per le indagini della superficie) di Salem, è la migliore e forse unica vera amica e collaboratrice di Alita nel periodo in cui la protagonista lavora per conto di Salem.
- Kaos: figlio di Desty Nova, ammiratore e amico di Alita. I suoi poteri psichici (psicometria, capacità di "leggere" il passato degli oggetti e saperli immediatamente utilizzare) sono un dono e una maledizione. Inizialmente un debole in fuga dal padre, lo affronta seguendo l'esempio di Alita. In seguito lavora per trovare un accordo tra Salem e la Superficie.
- Figura Quattro: un esperto di arti marziali anti-cyborg; questo giovanotto è un omaccione pieno di entusiasmo e con una grande fiducia in sé, talora agilissimo e altre volte decisamente goffo. Anni dopo la morte di Yugo, Alita lo conosce durante una missione per conto del G.I.B. e se ne innamora.
- Zapan: è un cyborg cacciatore di taglie che fa la sua prima apparizione quando Daisuke Ido e Alita - con il suo nuovo corpo Berserker - vanno al Bar Kansas[6].

## Media

### Manga
Il manga è stato pubblicato per la prima volta in Giappone dal 1990 al 1995 sul periodico Business Jump della casa editrice Shūeisha. A partire dal 2001 Kishiro ha avviato la pubblicazione del seguito Last Order sul periodico Ultra Jump.
La prima pubblicazione di Alita in Italia è stata su Zero della Granata Press. Questa edizione, però, in seguito al cambio di formato di Zero ed al fallimento della Granata, non fu mai portata a termine.
In seguito, Alita è stato pubblicato per la prima volta in maniera completa sul periodico Manga Top della casa editrice Planet Manga tra gennaio 1997 e luglio 1998; la prima serie consta di 18 numeri. È stato quindi ristampato sul bimestrale Alita Collection (sempre della Planet Manga) tra il marzo 2001 ed il novembre 2002: questa edizione in 11 volumi è integrata con alcuni brevi storie "parallele" non presenti su Manga Top.
Sempre la casa editrice Planet Manga a partire da novembre 2016 ha iniziato a ristampare Alita in una nuova edizione integrale e simile all'originale, in 9 volumi.
A partire dal maggio 2003 Planet Manga ha iniziato la pubblicazione in Italia del seguito delle avventure di Alita della prima serie; la nuova serie, Alita Last Order, termina con l'albo numero 34, pubblicato ad aprile 2013. In un episodio del manga, Desty Nova proietta la protagonista in un mondo virtuale, dove lei è una dolce fanciulla. In originale, la protagonista si chiama Gally, ma nel mondo virtuale il suo nome è Alita. Nella traduzione i due nomi sono stati invertiti e la versione gentile di Alita si chiama Gally.
In occasione dell'uscita dell'adattamento cinematografico Alita - Angelo della battaglia il 14 febbraio 2019 Planet Manga ha pubblicato Alita Panzer Edition, un cofanetto che contiene tre volumi brossurati con tutto il manga.
La serie è stata distribuita anche negli Stati Uniti ed in Canada da Viz Media, in Francia e nei Paesi Bassi da Glénat, in Spagna da Planeta DeAgostini, in Brasile da Editora JBC, in Polonia da JPF, in Germania da Carlsen, in Taiwan da Tong Li Publishing e in Argentina da Editorial Ivrea.

#### Volumi
| Nº Ja | N° It | Titolo italiano Giapponese 「Kanji」 - Rōmaji - Traduzione letterale | Data di prima pubblicazione          | Data di prima pubblicazione |
| Nº Ja | N° It | Titolo italiano Giapponese 「Kanji」 - Rōmaji - Traduzione letterale | Giapponese                           | Italiano                    |
| 1     | 1-2   | Rusty Angel / Sanctuary of Drain 「錆びた天使」 - Sabita tenshi – "Rusty Angel" | 19 settembre 1991 ISBN 4-08-875071-3 | febbraio 1997 marzo 1997    |
| 1     | 1-2   | Capitoli - Fight 1 L'angelo arrugginito - Rusty Angel (錆びた天使?, Sabita tenshi) - Fight 2 Il sangue della battaglia - Fight on Instinct (戦いの血?, Tatakai no chi) - Fight 3 Cose preziose - Only Value (価値あるもの?, Kachi aru mono) - Fight 4 La rinascita del Berserker - Resurgents (甦る狂戦士?, Yomigaeru Bāsākā) - Fight 5 Il santuario di melma - Sanctuary of Drain (奈落の罠?, Naraku no wana) - Fight 6 L'angelo della battaglia - Battle Angel (戦う天使?, Tatakau tenshi)                                                            |                                      |                             |
| 2     | 3-4   | Tears Sign / Tears Sign 「鋼鉄の処女」 - Kōtetsu no shojo – "Iron Maiden" | 19 febbraio 1992 ISBN 4-08-875072-1  | aprile 1997 maggio 1997     |
| 2     | 3-4   | Capitoli - Fight 7 Le lacrime di un angelo - Tears Sign (天使の涙?, Tenshi no namida) - Fight 8 Dal cielo blu - Out of Blue Sky (空を見た少年?, Sora o mita shōnen) - Fight 9 La damigella di ferro - Iron Maiden (鋼鉄の処女?, Kōtetsu no shōjo) - Fight 10 Giorni di pioggia - Rainy Days (逃亡者ユーゴ?, Tōbōsha yūgo) - Fight 11 Sogni amari - Guilty Dreams (苦い夢?, Nigai yume) |                                      |                             |
| 3     | 5-6   | Beyond the Sky / Risk One's Heart 「殺戮の天使」 - Satsuriku no Enjeru – "Killing Angel" | 17 luglio 1992 ISBN 4-08-875073-X    | giugno 1997 luglio 1997     |
| 3     | 5-6   | Capitoli - Fight 12 Oltre il cielo - Beyond the Sky (雲の彼方?, Kumo no kanata) - Fight 13 L'angelo assassino - Killing Angel (殺戮の天使?, Satsuriku no Enjeru) - Fight 14 Il re dei re - The King of Kings (帝王謁見?, Teiō ekken) - Fight 15 Allenarsi per trionfare - Work to Rule (頭蓋骨勝負?, Zugaikotsu shōbu) - Fight 16 A rischio del proprio cuore - Risk One's Heart (ハートはひとつ?, Hāto wa hitotsu) - Fight 17 Secondo livello - Second stage (挑戦者への道?, Chōsensha e no michi)                                                     |                                      |                             |
| 4     | 7-8   | Martial Ball / Tradition 「炎の中に立つ男」 - Honō no naka ni tatsu otoko – "Ars Magna" | 19 maggio 1993 ISBN 4-08-875074-8    | agosto 1997 settembre 1997  |
| 4     | 7-8   | Capitoli - Fight 18 Martial Ball - Martial Ball (舞闘祭?, Butōsai) - Fight 19 Zona rossa - Red Zone (風の領域?, Kaze no ryōiki) - Fight 20 Tradizione - Tradition (夢を継ぐ者?, Yume o tsugu mono) - Fight 21 Outsider - Outsider (アウトサイダー?, Auto Saidā) - Fight 22 Ars Magna - Ars Magna (炎の中に立つ男?, Honō no naka ni tatsu otoko) |                                      |                             |
| 5     | 9-10  | Lost Sheep / Scapegoat 「復讐の季節」 - Fukushū no kisetsu – "Lost Sheep" | 17 settembre 1993 ISBN 4-08-875075-6 | ottobre 1997 novembre 1997  |
| 5     | 9-10  | Capitoli - Fight 23 La pecorella smarrita - Lost Sheep (復讐の季節?, Fukushū no kisetsu) - Fight 24 Dog Master - Dog Master (贖いのしらべ?, Aganai no shirabe) - Fight 25 Laboratorio - Laboratory (業のフラスコ?, Karuma no furasuko) - Fight 26 Il crollo - Crumble (崩壊?, Hōkai) - Fight 27 Capro espiatorio - Scapegoat (贖罪の山羊?, Shokuzai no yagi) - Fight 28 Affrontare i fatti??? - Face the Facts (激突?, Gekitotsu) - Fight 29 Il leone e l'agnello - Lion and the Lamb (強き者と弱き者のために?, Tsuyoki mono to yowaki mono no tame ni) |                                      |                             |
| 6     | 11-12 | Rain Maker / Dog eats Dog 「自由への道」 - Jiyū e no michi – "Rain Maker" | 14 gennaio 1994 ISBN 4-08-875076-4   | dicembre 1997 gennaio 1998  |
| 6     | 11-12 | Capitoli - Fight 30 La porta gialla - Yellow Door (審判の日?, Shinpan no hi) - Fight 31 L'angelo malvagio - Evil Angel (死の天使?, Shi no tenshi) - Fight 32 Gli eroi del Far West - Wild West Heroes (荒野の三人?, Kōya no san nin) - Fight 33 Cane mangia cane - Dogs Eats Dog (地獄の野獣?, Jigoku no yajū) - Fight 34 Le pianure del tradimento - Betrayer (裏切りの大地?, Uragiri no daichi) - Fight 35 La danza della pioggia - Rain Maker (自由への道?, Jiyū e no michi)                                                                         |                                      |                             |
| 7     | 13-14 | Panzer Bride / Dual Man 「機甲花嫁」 - Kikō hanayome – "Panzer Bride" | 19 aprile 1994 ISBN 4-08-875077-2    | febbraio 1998 marzo 1998    |
| 7     | 13-14 | Capitoli - Fight 36 Creature del suolo - The Groundling (空仰ぐ者等?, Sora aogu monora) - Fight 37 Radio K.A.O.S. - Radio K.A.O.S. (荒野の歌人?, Kōya no utabito) - Fight 38 Corrente sotterranea - Undercurrent (地底の渾沌?, Chitei no konton) - Fight 39 La sposa guerriera - Panzer Bride (機甲花嫁?, Kikō hanayome) - Fight 40 Strada al bivio - Fork of a Road (訣別?, Ketsubetsu) - Fight 41 Sdoppiamento - Dual Man (生命の甘き果実?, Seimei no amaki kajitsu)                                                                                  |                                      |                             |
| 8     | 15-16 | War Chronicle / Ouroboros I 「馬借戦記」 - Bājakku senki – "War Chronicle" | 19 settembre 1994 ISBN 4-08-875078-0 | aprile 1998 maggio 1998     |
| 8     | 15-16 | Capitoli - Fight 42 Promessa - Promise (最後のラジオ?, Saigo no rajio) - Fight 43 Testamento - Testament (水辺の村で?, Mizube no mura de) - Fight 44 Stato solido - Solid State (獣の後継?, Kemono no kōkei) - Fight 45 Creatura folle - Insanity Being (狂気の一千の貌?, Kyōki no issen no kao) - Fight 46 Cronaca di guerra - War Chronicle (馬借戦記?, Bājakku senki) - Fight 47 Ourobos I - Ourobos I (夢と鋼?, Yume to hagane) |                                      |                             |
| 9     | 17-18 | Conquest / Epitaph 「ザレム征服」 - Zaremu seifuku – "Conquest" | 19 luglio 1995 ISBN 4-08-875079-9    | giugno 1998 luglio 1998     |
| 9     | 17-18 | Capitoli - Fight 48 Nessun problema - No Problem (脳プロブレム?, Nō Puroburemu) - Fight 49 Ouroboros II - Ouroboros II (夢とハート?, Yume to Hāto) - Fight 50 L'ultima lama - Last Blade (鋼鉄の主?, Kōtetsu no aruji) - Fight 51 Epitaffio - Epitaph (陽子崩壊?, Yōko hōkai) - Final Fight Conquista - Conquest (ザレム征服?, Zaremu seifuku) - Epilogo |                                      |                             |

### Manga correlati
- Alita Altre storie (Gunnm Gaiden): è una serie di 2 volumi in cui sono raccolte storie brevi riguardanti Daisuke Ido ed altri personaggi secondari. In particolare, la storia su Ido è un prequel in quanto si svolge nel periodo precedente al ritrovamento di Alita, quando egli possedeva un gattino al quale aveva dato proprio il nome "Alita".
- Ashen Victor - Storie dal mondo di Alita - I segreti del Motorball o Haisha (灰者?): è un prequel ambientato un decennio prima di Alita l'angelo della battaglia, incentrato principalmente sulla storia di un giovane, talentuoso ma sfortunato giocatore di Motorball chiamato Snev (detto "Crash King Snev" - Snev il re degli incidenti) e sull'evoluzione di questo sport in quello che comparirà nella storia principale. Ashen Victor presenta un disegno dallo stile che seppure appaia analogo a quello del sequel Alita, si caratterizza per una maggiore vicinanza allo stile del Frank Miller di Sin City soprattutto nell'atmosfera dark e noir, un tributo quindi al fumetto americano da cui Kishiro ha più volte tratto ispirazione; le tematiche affrontate, quali quella dell'utilizzo di droghe nel mondo dello sport (nel caso specifico il Motorball) rendono questa storia breve molto attuale.
- Alita Last Order: (Gunnm Rasuto Ōdā) seguito alternativo della serie Alita l'angelo della battaglia.
- Alita: Mars Chronicle (Gunnm Kasei Senki): prequel (volumi: 1, 3, 4, 5, 6, 7, 8 e 9) della serie Alita l'angelo della battaglia e sequel (secondo) della serie Alita Last Order.

### Anime

Alita nell'OAV

Dal manga è stato tratto nel 1993 un OAV in due puntate intitolato Tsutsu Yume GUNNM o anche Hyper Future Vision GUNNM, prodotto dalla Business Jump/KSS/MOVIC e realizzato dalla Animate e da Madhouse. Originariamente avrebbe dovuto avere una lunghezza maggiore, ma lo scarso successo incontrato indusse la casa produttrice ad interrompere l'edizione.
In Italia è stato pubblicato nel 1993 dalla Granata Press in VHS con il titolo Battle Angel Alita ed è stato doppiato presso la SD Cinematografica sotto la direzione di Fabrizio Mazzotta, il quale ha anche adattato i dialoghi oltre ad aver prestato la propria voce al personaggio di Quotifax. In seguito fu ristampato dalla PolyGram Video.
L'anime, essendo una riduzione, è poco fedele al manga, del quale narra in maniera solo parziale avvenimenti che vanno dal primo al quinto volume dell'edizione italiana. Vengono infatti introdotti nuovi personaggi (come la cyberdottoressa salemita Chiren, o il guerriero Griuska), mentre altri sono totalmente rimossi (il Dottor Desty Nova, il mostro Makaku o il cacciatore di taglie Zapan).

#### Doppiaggio
| Personaggio | Doppiatore giapponese | Doppiatore italiano  |
| ----------- | --------------------- | -------------------- |
| Alita       | Miki Itō              | Alida Milana         |
| Daisuke Ido | Shunsuke Kariya       | Vittorio Guerrieri   |
| Yugo        | Kappei Yamaguchi      | Massimiliano Alto    |
| Chiren      | Mami Koyama           | Cinzia De Carolis    |
| Griuska     | Ryūzaburō Ōtomo       | Wladimiro Grana      |
| Vectar      | Shigeru Chiba         | Gianni Musy          |
| Gonzu       | Kazuhiko Kishino      | Diego Reggente       |
| Terminal    |                       | Massimo Gentile      |
| Zapan       | Kōji Totani           | Luciano Marchitiello |
| Quotifax    |                       | Fabrizio Mazzotta    |

### Adattamento cinematografico
L'adattamento cinematografico Alita - Angelo della battaglia (Alita: Battle Angel) è stato distribuito negli Stati Uniti e in Italia a partire dal 14 febbraio 2019. Il film è diretto da Robert Rodriguez, sceneggiato da James Cameron e Laeta Kalogridis, e prodotto da Cameron e Jon Landau. Alita è interpretata da Rosa Salazar.

### Videogioco
Dal manga è stato tratto il videogioco di ruolo GUNNM Memories of Mars prodotto dalla Banpresto e pubblicato per PlayStation il 27 agosto 1998. All'interno del videogioco viene sviluppata una complessa trama tutta incentrata sugli avvenimenti successivi alla risalita di Alita sulla città spaziale di Jeru attraverso l'ascensore orbitale; la trama tuttavia differisce notevolmente da quella sviluppatasi successivamente nel sequel a fumetti Last Order. Non esiste una edizione occidentale di Memories of Mars.